# Floradalia minor
Floradalia minor är en tvåvingeart som beskrevs av Thompson 1963. Floradalia minor ingår i släktet Floradalia och familjen parasitflugor. Inga underarter finns listade i Catalogue of Life.